# طویین
 طویین  (در عربی:  الطُویین ) روستای کوچکی از در شهر فجیره از توابع امارت فجیره از امارات هفتگانه دولت امارات متحده عربی و در شبه جزیره عربستان واقع شده‌است. روستایی است زیبا وکوهستانی که در ارتفاع ۳۰۰ متری سلسلهٔ کوه حجر واقع شده‌است. این روستا در روی تپه‌ای بلند قرار دارد. 
جغرافیای طبیعی  روستای الطُویین  بدلیل وجود زنجیره کوه حجر بر فراز «روستای الطُویین»، این روستا یکی از روستاههای زیبای منطقه (الشرقیة فجیره) می‌باشد . دارای چشمه‌ها و قناتهای متعددی است وشبهای بسیار زیبا وخنکی دارد، در قسمت شرقی روستا آثار قلعه‌ای وجود دارد که تاریخش به دوران حکم «پرتغالیها» بر می‌گردد.

## جمعیت
جمعیت آن ۱۲۰ نفر (۱۱ خانوار) می‌باشند که از اهل سنت و مالکی مذهب هستند. شغل عمدهٔ مردم روستا کشاورزی ودامداری است، حدود ۶۰۰ اصله نخل خرما در روستا وجود دارد. بعضی از مردم روستا نیز دام خانه‌ای نیز دارند.